# Ilok
Ilok este un oraș în cantonul Vukovar-Srijem, Croația, având o populație de 6.767 de locuitori (2011).
Aici a murit, în anul 1456 d.C., Sf. Ioan de Capistrano, călugăr și teolog franciscan. 

## Demografie
Componența etnică a orașului Ilok
     Croați (76,68%)
     Slovaci (13,82%)
     Sârbi (6,49%)
     Maghiari (1,15%)
     Necunoscut (0,56%)
     Neclasificat (0,83%)
Componența confesională a orașului Ilok
     Catolici (78,57%)
     Protestanți (11,84%)
     Ortodocși (5,82%)
     Fără religie și atei (1,02%)
     Necunoscută (1,94%)
     Alte religii (0,81%)
Conform recensământului din 2011, orașul Ilok avea 6.767 de locuitori. Din punct de vedere etnic, majoritatea locuitorilor (76,68%) erau croați, existând și minorități de: slovaci (13,82%), sârbi (6,49%) și maghiari (1,15%). Apartenența etnică nu este cunoscută în cazul a 0,56% din locuitori. Din punct de vedere confesional, majoritatea locuitorilor (78,57%) erau catolici, existând și minorități de: protestanți (11,84%), ortodocși (5,82%) și persoane fără religie și atei (1,02%). Pentru 1,94% din locuitori nu este cunoscută apartenența confesională.